# Aeroportul Batagay
Aeroportul Batagay (IATA: BQJ, ICAO: UEBB) este un aeroport din Iacutia, Rusia ce deservește zona Batagai⁠(d). Aeroportul a fost tranzitat în 2017 de 29.314 pasageri. A fost numit după zona deservită.
Situat la o altitudine de 25 m, aeroportul dispune de o singură pistă.